# 마산제일고등학교
마산제일고등학교(馬山第一高等學校)는 대한민국 경상남도 창원시 마산회원구 내서읍 용담리에 있는 사립 고등학교이다.

## 학교 연혁
- 1984년 12월 10일 : 청강고등학교 설립인가(12학급)
- 1985년 3월 1일 : 초대 조용석 교장 취임
- 1985년 3월 5일 : 개교 및 신입생(232명)
- 1988년 2월 15일 : 제1회 졸업식 거행(213명)
- 1996년 7월 23일 : 학칙변경인가 학년당 보통과 10학급(30학급)
- 1997년 2월 20일 : 마산제일고등학교로 교명 변경인가
- 1997년 5월 9일 : 신축교사 준공(일반교실 25실)
- 1999년 1월 7일 : 기숙사 청강학사 개관(생활실 46실)
- 2006년 1월 25일 : 다목적강당 청운관 준공
- 2007년 5월 10일 : 문화교육원 설립 70주년 학원제
- 2020년 9월 1일 : 제9대 우정범 교장 취임
- 2021년 9월 24일 : 2022 고교학점제 선도학교 지정(경상남도교육청)
- 2023년 2월 6일 : 제36회 졸업식(졸업생 누계 12,149명)
- 2023년 3월 2일 : 2023학년도 신입생 입학식(264명)

## 참고 자료
- 마산제일고등학교 - 한국교육학술정보원 학교알리미